# Hangviller
Ne doit pas être confondu avec Hengwiller dans le Bas-Rhin
Hangviller est une commune française située dans le département de la Moselle, en région Grand Est.
Cette commune se trouve dans la région historique de Lorraine et fait partie du pays de Sarrebourg.

## Géographie
Hangviller est un village entouré de Metting, Berling et Zilling en Moselle, ainsi que de Bust et Graufthal dans le Bas-Rhin.
Le village se situe entre 217 mètres et 302 mètres d'altitude.
| Siewiller Bas-Rhin | Bust Bas-Rhin | Schœnbourg Bas-Rhin |
| Metting            | Hangviller    |                     |
| Vescheim           | Berling       | Pfalzweyer Bas-Rhin |

### Hydrographie
La commune est située dans le bassin versant du Rhin au sein du bassin Rhin-Meuse. Elle est drainée par la Zinsel du Sud, le ruisseau de Bust, le ruisseau de Metting et le ruisseau le Fohnbach.
La Zinsel du Sud, d'une longueur totale de 30,9 km, prend sa source dans la commune de Wintersbourg et se jette  dans la Zorn à Steinbourg, après avoir traversé 15 communes.

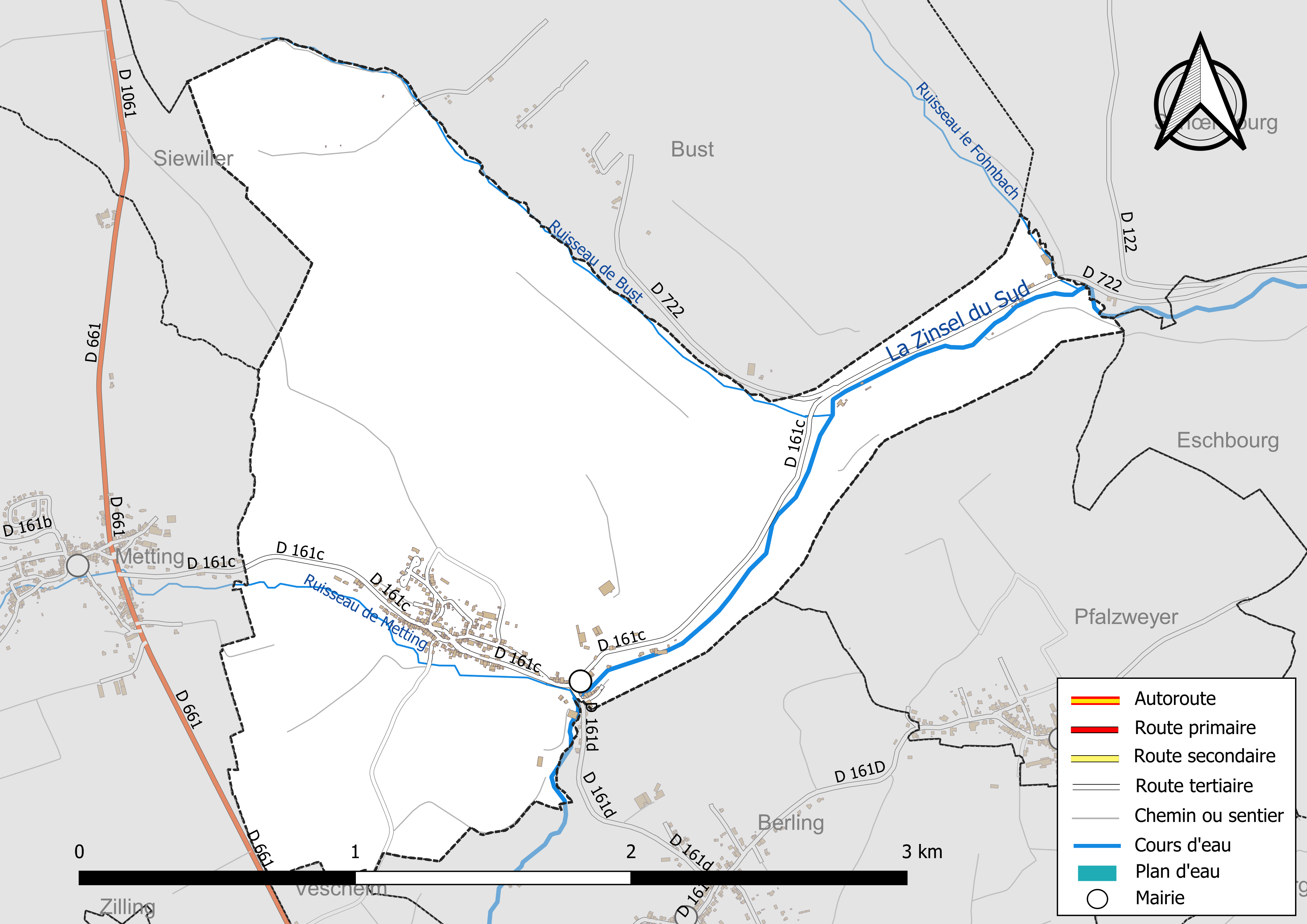
Réseaux hydrographique et routier de Hangviller.

La qualité des eaux des principaux cours d’eau de la commune, notamment de la Zinsel du Sud, peut être consultée sur un site spécial géré par les agences de l’eau et l’Agence française pour la biodiversité.

### Climat
Pour des articles plus généraux, voir Climat du Grand Est et Climat de la Moselle.
En 2010, le climat de la commune est de type climat des marges montargnardes, selon une étude du Centre national de la recherche scientifique s'appuyant sur une série de données couvrant la période 1971-2000. En 2020, Météo-France publie une typologie des climats de la France métropolitaine dans laquelle la commune est exposée à un climat semi-continental et est dans la région climatique  Vosges, caractérisée par une pluviométrie très élevée (1 500 à 2 000 mm/an) en toutes saisons et un hiver rude (moins de 1 °C). 
Pour la période 1971-2000, la température annuelle moyenne est de 10,2 °C, avec une amplitude thermique annuelle de 17,2 °C. Le cumul annuel moyen de précipitations est de 913 mm, avec 12,1 jours de précipitations en janvier et 10 jours en juillet. Pour la période 1991-2020, la température moyenne annuelle observée sur la station météorologique de Météo-France la plus proche, « Phalsbourg_sapc », sur la commune de Danne-et-Quatre-Vents à 7 km à vol d'oiseau, est de 10,4 °C et le cumul annuel moyen de précipitations est de 864,9 mm. 
La température maximale relevée sur cette station est de 38,1 °C, atteinte le 12 août 2003 ; la température minimale est de −22 °C, atteinte le 10 février 1956,,. 
Les paramètres climatiques de la commune ont été estimés pour le milieu du siècle (2041-2070) selon différents scénarios d'émission de gaz à effet de serre à partir des nouvelles projections climatiques de référence DRIAS-2020. Ils sont consultables sur un site spécial publié par Météo-France en novembre 2022.

## Urbanisme

### Typologie
Au 1er janvier 2024, Hangviller est catégorisée commune rurale à habitat dispersé, selon la nouvelle grille communale de densité à sept niveaux définie par l'Insee en 2022.
Elle est située hors unité urbaine et hors attraction des villes,.

### Occupation des sols
L'occupation des sols de la commune, telle qu'elle ressort de la base de données européenne d’occupation biophysique des sols Corine Land Cover (CLC), est marquée par l'importance des territoires agricoles (65,6 % en 2018), en diminution par rapport à 1990 (66,4 %). La répartition détaillée en 2018 est la suivante : 
terres arables (44,2 %), forêts (28,1 %), zones agricoles hétérogènes (11,3 %), prairies (10,1 %), zones urbanisées (6,3 %). L'évolution de l’occupation des sols de la commune et de ses infrastructures peut être observée sur les différentes représentations cartographiques du territoire : la carte de Cassini (XVIIIe siècle), la carte d'état-major (1820-1866) et les cartes ou photos aériennes de l'IGN pour la période actuelle (1950 à aujourd'hui).

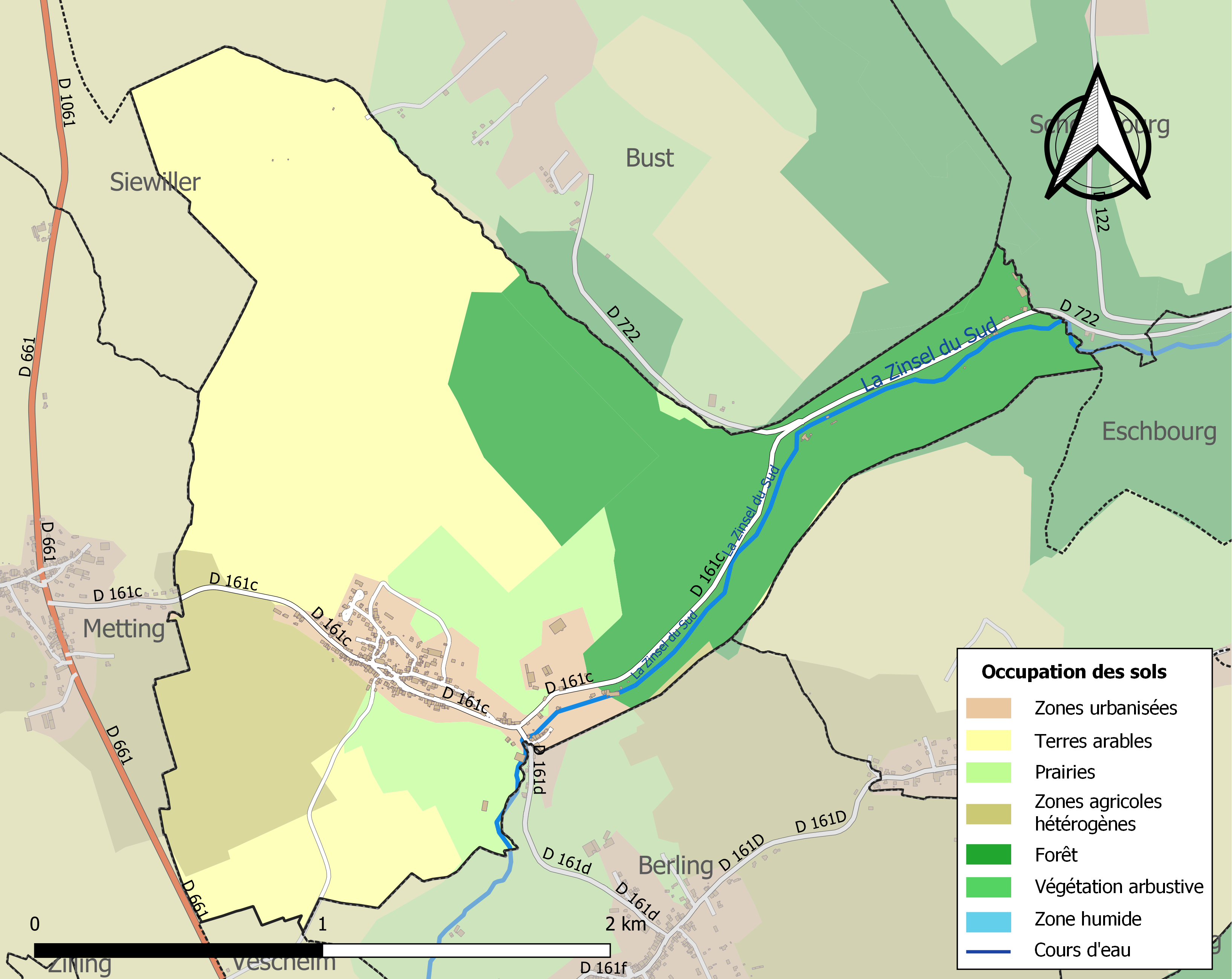
Carte des infrastructures et de l'occupation des sols de la commune en 2018 (CLC).

## Toponymie
- Hagnaldovillare (?), Agnaldocurte (777), Hangenweiller (1625), Hanckweiler[14] et Hanchweiller (1751), Hangviller (1793), Hangeweiller (Cassini), Hangwiller[15] (XIXe siècle), Hangweiler (1871-1918).
- Hangwiller en francique lorrain.

### Sobriquet
Simmerthaler.

## Histoire
Ancien domaine de l'abbaye de Graufthal, passa à la Réforme en 1556. Hangviller a été rattachée à la France en 1661.

## Politique et administration
| Période                                  | Période   | Identité       | Étiquette | Qualité |
| ---------------------------------------- | --------- | -------------- | --------- | ------- |
| Les données manquantes sont à compléter. |           |                |           |         |
| mars 1989                                | mars 2001 | René Bach      |           |         |
| mars 2001                                | mars 2008 | Freddy Mertz   |           |         |
| mars 2008                                | En cours  | Patrick Distel |           |         |

## Démographie
L'évolution du nombre d'habitants est connue à travers les recensements de la population effectués dans la commune depuis 1793. Pour les communes de moins de 10 000 habitants, une enquête de recensement portant sur toute la population est réalisée tous les cinq ans, les populations de référence des années intermédiaires étant quant à elles estimées par interpolation ou extrapolation. Pour la commune, le premier recensement exhaustif entrant dans le cadre du nouveau dispositif a été réalisé en 2006.

En 2022, la commune comptait 261 habitants, en évolution de −2,61 % par rapport à 2016 (Moselle : +0,52 %, France hors Mayotte : +2,11 %).
| 1793 | 1800 | 1806 | 1821 | 1831 | 1836 | 1841 | 1846 | 1851 |
| ---- | ---- | ---- | ---- | ---- | ---- | ---- | ---- | ---- |
| 175  | 270  | 263  | 319  | 371  | 410  | 398  | 407  | 405  |

| 1856 | 1861 | 1871 | 1875 | 1880 | 1885 | 1890 | 1895 | 1900 |
| ---- | ---- | ---- | ---- | ---- | ---- | ---- | ---- | ---- |
| 371  | 392  | 380  | 375  | 395  | 387  | 375  | 376  | 351  |

| 1905 | 1910 | 1921 | 1926 | 1931 | 1936 | 1946 | 1954 | 1962 |
| ---- | ---- | ---- | ---- | ---- | ---- | ---- | ---- | ---- |
| 384  | 367  | 339  | 332  | 300  | 315  | 347  | 317  | 319  |

| 1968 | 1975 | 1982 | 1990 | 1999 | 2006 | 2011 | 2016 | 2021 |
| ---- | ---- | ---- | ---- | ---- | ---- | ---- | ---- | ---- |
| 354  | 336  | 304  | 287  | 286  | 275  | 283  | 268  | 262  |

| 2022 | - | - | - | - | - | - | - | - |
| ---- | - | - | - | - | - | - | - | - |
| 261  | - | - | - | - | - | - | - | - |

## Culture locale et patrimoine

### Lieux et monuments
- Église luthérienne, rue de l'Église construite en 1777. Orgue classé monument historique et rénové en 2013. Albert Schweitzer y a donné un concert.
- Moulin Gangloff construit et appartenant à la famille Gangloff de père en fils depuis 1777, rue du moulin

### Héraldique
| Blason de Hangviller | Blason  | Coupé: au 1er de gueules au chevron ployé d'argent, au 2e d'or à la crosse d'azur mouvant de la pointe. |
| Blason de Hangviller | Détails | Le statut officiel du blason reste à déterminer.                                                        |

## Pour approfondir